# MIL規格
米軍MIL規格 （べいぐんミルきかく、英: United States Military Standard） とは、一般的にアメリカ軍が必要とする様々な物資の調達に使われる規格を総称した表現である。ミルスペック（MIL-SPEC、（非公式に）MilSpecs）、MIL-STD、defense standardとも呼ばれる。

## 概要
MIL規格として具体的には、アメリカ国防総省で制定するMIL仕様書、MILハンドブック、MIL標準のほか、連邦規格も含まれることが多い。
その対象は、複雑な武器システムからコーヒーメーカーや被服などの需品まで、あらゆる物品に及んでいる。
過度に細かい規定の存在や、過剰な品質要求、技術的内容の陳腐化などにより、公共調達の合理性を損ねているという反省の結果、1990年代には、多くの規格が、IPCへ移行され、以降、IPCにより規格の廃止及び継続的な内容の見直しが行われている。
なお、腕時計やノートパソコンなどの民生品で、MIL規格に準拠した耐衝撃性をセールスポイントにしている製品があるが、これらの大半は耐環境性試験の規格であるMIL-STD-810に準拠した試験実績を指している。ただし、規格の性質上、製品に対してMIL-STD-810の全項目を網羅した試験が行われることはないうえ、試験の結果によって公的な品質保証が得られるわけでもないため、消費者は注意が必要である。

## 定義
以下に公式文書類とそれらを表現する用語の定義をトップダウンに示す。
国防省ハンドブック（MIL-HDBK）
技術的な標準手続。エンジニアリングを含んでいる指導文書またはDSPでカバーされる軍需品、手順・過程、実行と方法に関するデザイン情報。
国防省仕様（MIL-SPEC）
軍用に改造された民生品の購入と軍需品の重要な技術的必要条件を述べる文書。
国防省標準（MIL-STD）
均一なエンジニアリングと軍用に改造された民生品商業プロセス、手順、実行と方法の技術的な必要条件を確立する文書。
5種類の防御標準がある
- インターフェース標準
- デザイン基準標準
- 製造工程標準
- 標準的な実行
- 試験方法標準

性能仕様（MIL-PRF）
詳細仕様（MIL-DTL）
標準
均一なエンジニアリングまたは技術的な基準 （方法、過程と実行） を確立する文書。
仕様
文書は、購入された軍需品の重要な技術的な必要条件を記述する獲得とそれらの必要条件が満たされるかどうか決定することの基準を支援する。

## 代表的なDOD標準と仕様のリスト
- MIL-STD-105：サンプルと試験手順
- MIL-STD-188：電気通信
- MIL-STD-202：電子部品の基準
- MIL-STD-498：ソフトウェア開発とドキュメンテーション
- MIL-STD 461：電磁波放出の規制に関して
- MIL-STD-806：（現存せず） いわゆる「MIL論理記号」
- MIL-STD-810：器材に対する環境耐性を決定するための試験方法
- MIL-STD-882：システム安全性のための標準作業
- MIL-STD-883：集積回路のための試験方法基準
- MIL-STD-1234：火薬類のサンプリングと試験方法
- MIL-STD-1246C：スペースハードウェア
- MIL-STD-1474：小銃の音響測定の標準化
- MIL-STD-1553：デジタル通信
- MIL-STD-1589：JOVIAL（プログラミング言語）
- MIL-STD-1750A：航空コンピュータの命令セット（ISA）
- MIL-STD-1760：ハイテク兵器インターフェース
- MIL-STD-1815：Ada（プログラミング言語）
- MIL-STD-1913：ピカティニー・レールに関して
- MIL-STD-2196：光ファイバー通信に関して